# NFKRZ
Roman Abalin, mer känd under pseudonymen NFKRZ, född 24 januari 1998 i Tjeljabinsk, är en rysk videobloggare, internetpersonlighet, journalist och musiker. Abalin har uppmärksammats för sina videobloggar på flytande engelska om vardagslivet i Tjeljabinsk, rysk och sovjetisk historia, arkitektur, infrastruktur med mera. Abalins frispråkighet har också lett till jämförelser med exempelvis Aleksej Navalnyj.
Abalin gör också lo-fi-hiphop under pseudonymen romaskosmodroma. Hösten 2021 flyttade han från Tjeljabinsk till Sankt Petersburg, där han spelade in ett flertal vloggar. På grund av rädsla för att Youtube skulle förbjudas i Ryssland, flyttade han till Tbilisi, Georgien i mars 2022 (efter Rysslands inledande av den fullskaliga invasionen av Ukraina). I februari 2024 flyttade han till Lissabon, Portugal. Abalin har inte återvänt till Ryssland sedan han lämnade landet 2022.